# Philipp Olkus
Philipp Olkus (* 1. Juni 1891; † 24. Januar 1982) war ein deutscher Architekt. Er entwarf mehrere Kirchen.

## Leben

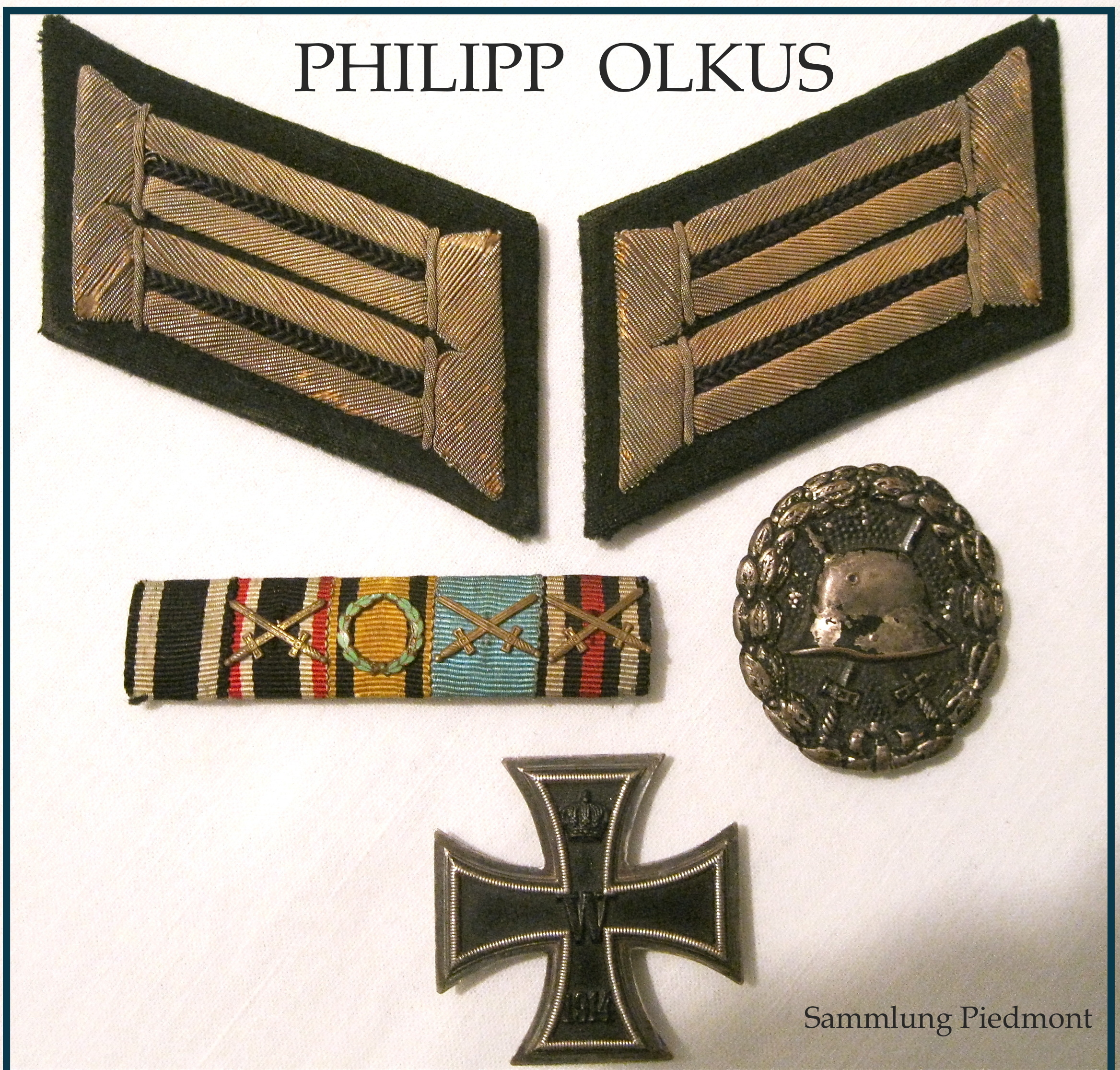

Olkus stammte aus Igersheim im Nordosten des heutigen Baden-Württemberg.
Olkus nahm als Soldat an beiden Weltkriegen teil. Er gehörte im Ersten Weltkrieg als Leutnant der Reserve dem Württembergischen Landsturm-Infanterie-Regiment Nr. 13 an. Ihm wurden das Ritterkreuz des Friedrichs-Ordens, das Eiserne Kreuz 1. Klasse und am 13. April 1917 das Ritterkreuz des königlich württembergischen Militärverdienstordens verliehen. Im Jahr 1939 wurde er reaktiviert und zum Kommandeur des 5. Bau-Ersatz-Bataillons (in Schwäbisch Gmünd) ernannt. Er kehrte 1946 aus amerikanischer Kriegsgefangenschaft zurück. Er war zeitweilig in Stuttgart-Feuerbach, in Fellbach, später in Schwäbisch Gmünd ansässig.

## Bauten und Entwürfe

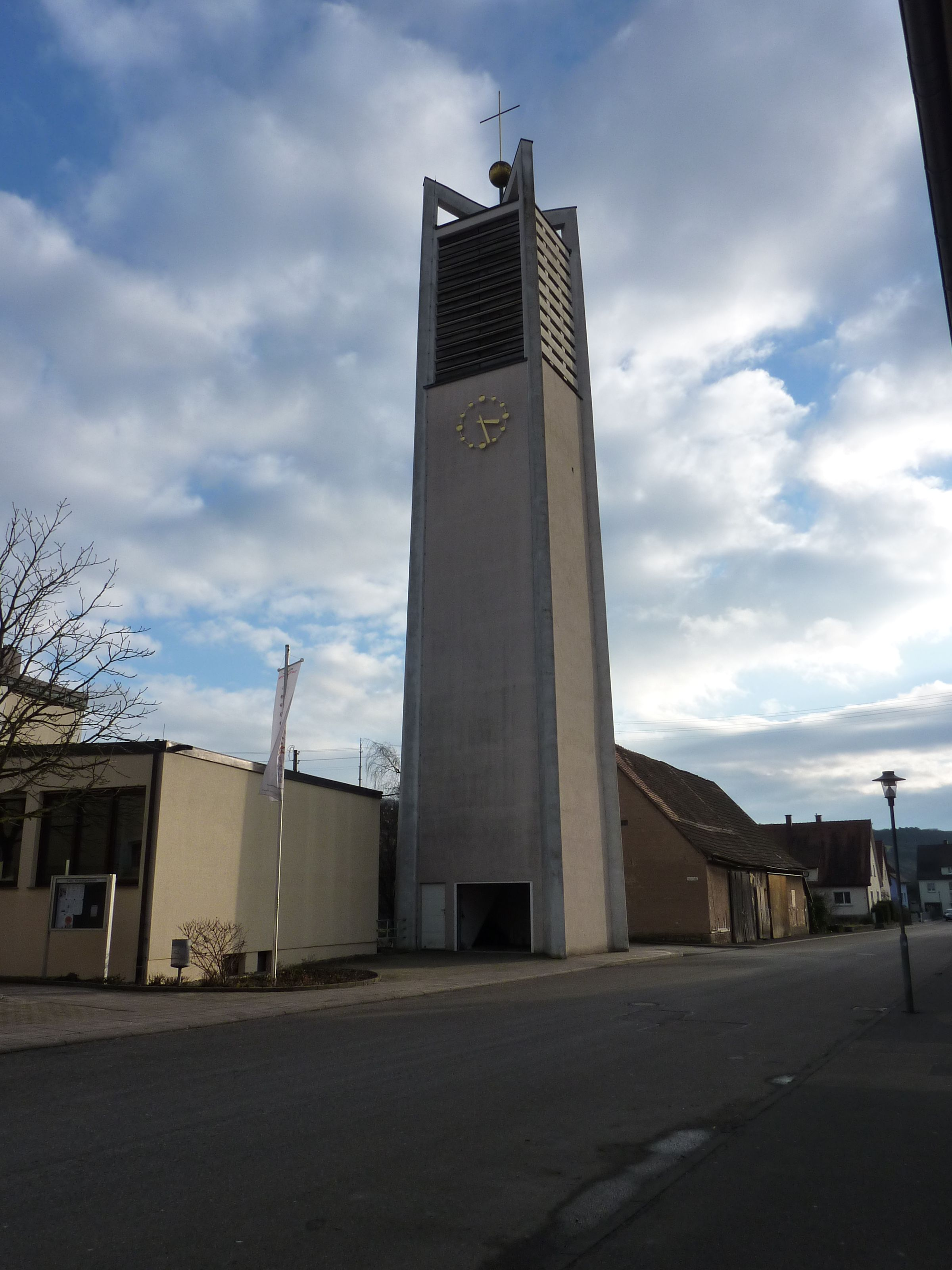
Turm der Kirche Zum kostbaren Blut in Weikersheim

1923 wurde der Grundstein der Kirche St. Johannes in Fellbach gelegt, die Olkus entworfen hatte. Das Bauwerk galt nur als Notkirche, sollte aber nicht weniger als 400 Gläubigen Platz bieten. Es wurde im Herbst 1923 von Joannes Baptista Sproll geweiht. Am 2. März 1944 wurde die Kirche bei einem Luftangriff schwer beschädigt. Ab 1948 wurde sie wiederaufgebaut. Die Saalkirche wurde dabei verlängert und erhielt zwei Seitenschiffe. Außerdem wurden auch der Chorraum und der Querturm erst in der Nachkriegszeit errichtet. 1958 folgte noch das Gemeindezentrum St. Franziskus, das wie die Umgestaltung der Kirche St. Johannes von Philipp Olkus geplant worden
war.
1926 wurde sein Wettbewerbsentwurf für einen Neubau des Bezirkskrankenhauses in Waiblingen angekauft, den er zusammen mit Karl Haug aus Fellbach erstellt hatte.
In den frühen 1950er Jahren entwarf Olkus die Kirche St. Antonius in Waiblingen.
Aus dem Jahr 1954 stammt die Kirche St. Andreas in Weinstadt-Endersbach. Ursprünglich war „der Kirchenraum von einer ausgewogenen Raumproportion und einer sorgfältigen Lichtführung geprägt“, er habe einen „bei aller Sparsamkeit feierlichen Eindruck“ gemacht.
1958/1959 wurde die Kirche St. Kilian in Markelsheim nach Olkus' Plänen errichtet.
Das freitragende Dach der Herz-Jesu-Kirche in Rommelshausen, die 1959 gebaut wurde, erregte bei den mit dem Bau Beauftragten Argwohn und wurde von ihnen eigenmächtig verstärkt.
Aus dem Jahr 1960 stammt die Kirche Maria Königin im Schwäbisch Gmünder Stadtbezirk Rehnenhof-Wetzgau. Diese Kirche war der 200. Kirchenneubau der Diözese Rottenburg nach dem Zweiten Weltkrieg.
1961/1962 wurde die katholische Kirche Zum kostbaren Blut in Weikersheim nach Plänen von Olkus errichtet.
Die katholische Pfarrkirche Zu unserer lieben Frau in Eningen entwarf Olkus zusammen mit dem Reutlinger Architekten Bernhard Kolditz. Sie wurde 1963 eingeweiht.
Neben Sakralbauten plante Olkus auch profane Gebäude. Auf dem Grundstück Esslinger Straße 2 in Fellbach wurde 1929 ein zweigeschossiges Wohnhaus für Jakob Stern errichtet.